# Michiki Ryuji
Michiki Ryuji (sinh ngày 25 tháng 8 năm 1973) là một cầu thủ bóng đá người Nhật Bản.

## Sự nghiệp câu lạc bộ
Michiki sinh ra tại Tỉnh Nagasaki vào ngày 25 tháng 8 năm 1973. Sau khi tốt nghiệp trung học, anh gia nhập Sanfrecce Hiroshima vào năm 1992. Anh chủ yếu chơi ở vị trí hậu vệ cánh trái. Câu lạc bộ đã giành vị trí thứ 2 tại Cúp Hoàng đế năm 1995 và 1996. Anh chuyển đến Yokohama Marinos (sau này là Yokohama F. Marinos ) vào năm 1998. Anh đã chuyển đến Urawa Reds vào năm 1999

## Đội tuyển bóng đá quốc gia Nhật Bản
Michiki Ryuji thi đấu cho đội tuyển bóng đá quốc gia Nhật Bản từ năm 1996 đến 1997.

## Thống kê sự nghiệp
| Đội tuyển bóng đá Nhật Bản | Đội tuyển bóng đá Nhật Bản | Đội tuyển bóng đá Nhật Bản |
| Năm                        | Trận                       | Bàn                        |
| -------------------------- | -------------------------- | -------------------------- |
| 1996                       | 1                          | 0                          |
| 1997                       | 3                          | 0                          |
| Tổng cộng                  | 4                          | 0                          |